# Славутське метро
Славутське метро — так називають підкоп, зроблений для втечі, в'язнями табору Шталаг 301/Z (Грослазарет Славута. Табір 301), що знаходився в місті Славута, в роки Другої Світової Війни. Це був тунель довжиною близько 100 метрів, завширшки 60 сантиметрів і висотою 70 сантиметрів, що пролягав на глибині 2 — 2,5 метри під землею. Він був прокладений від другого блоку табору до дороги, що проходила за огорожею з колючого дроту. Німецькі офіцери, що прибули для дослідження підкопу назвали його «гросметрополітен». Пізніше, історики почали вживати термін «славутське метро».

## Організація робіт
Будівництво підкопу почалося весною 1943 року. В таборі діяла підпільна організація на чолі з Лопухіним Р. О. Також до неї входили Кузненко С. К., Білоусов Г. П., Марченк І. К., та Хитров К. З. До табору перевели групу військовополонених із Житомира. Від них підпільники Грослазарету дізналися про спробу втечі з тамтешнього табору через підкоп. Вони вирішили спробувати собі такий спосіб втечі. Був організований штаб для керівництва роботами. До нього увійшли: Лопухін, Кузенко, Максимов, Кучеренко, Златоверський, Ломакін, Крикунов, Щеглов, Лукін, Плєтаєв, Манієв, Федоров, Стицюк та Чистяков. Керівники штабу організували роботи і провели всі необхідні розрахунки. Керівництво підземними роботами взяв на себе колишній гірник А. Полєтаєв.
Роботи розпочалися в травні 1943 року. Для цього в підлозі корпусу № 2 вирізали лаз розміром 1Х1 метр, накрили його і поставили зверху ящик з хлібом. Всі робітники були розділені на групи по 5 чоловік, що працювали в 2 — 3 зміни. Кожен з них знав людей лише зі своєї п'ятірки, що гарантувало додаткову безпеку в разі викриття. Для роботи вони мали 4 саперні лопати, 2 малі сокири, 1 пилку, 2 ломи і 10 ломів, що були виготовлені із ліжок. Землю транспортували спочатку речовими мішками, а потім спеціально виготовленим ящиком у формі човника. Висипали її у колектор теплотраси. В тунель було проведено освітлення і зроблені вентиляційні отвори, в які вставлялися металеві трубки, що виходили на поверхню. Для маскування вентиляції на поповерхні були зроблені грядки, засіяні кропом, петрушкою і картоплею. Через вентиляційні отвори доносився шум від проведення підземних робіт. Щоб його заглушити, був організований духовий оркестр, який проводив репетиції саме в той час, коли копався тунель.
Для безпеки в блоці № 2 були обладнані спостережні пункти, від яких по спеціально прокладеним трубам подавались сигнали. Кількість і частота постукувань попереджали робітників у підкопі про наближення вартових. Сигнали були наступними: «зменшити шум», «призупинити роботи», «негайно вийти». В разі небезпеки робітники повинні були за лічені хвилини вийти з підкопу, замаскувати хід, перевдягтися, залишивши речі у колекторі та зайняти свої місця на нарах.

## Втеча
Будівництво підкопу завершилося у листопаді 1943 року. На той час група, що готувалася до втечі налічувала 89 чоловік. Втечу розпочали 23 листопада о 23.00 год. Втікачам, за інструкцією, необхідно було по одному підійти до входу в тунель, далі проповзти крізь нього і вийти з іншого кінця у один із ровів, що проходили вздовж дороги по обидва боки. Потім переповзти через дорогу у інший рів, а вже звідти бігти до лісу. Та один з втікачів порушив правила і замість того, щоб переповзти дорогу, він її перебіг зігнувшись та наробив шуму спускаючись до рову. Це почув вартовий і почав стріляти. Засвітились прожектори і німці виявили вихід з підкопу. Втекло лише 15 полонених, а решта були змушені повернутися назад у свій блок.
Через три дні німці прислали спеціальну групу для дослідження підкопу. Пізніше, змусили полонених його розкопати і засипати.

## Джерело
- https://web.archive.org/web/20160427060659/http://www.vseobovsem.in.ua/?p=648